# مانوئل کیوموشخانه‌تسی
مانوئل (استپانوس) کیوموشخانه‌تسی (ارمنی: Մանվել (Ստեփանոս) Կյումուշխանեցի؛ انگلیسی: Manuel Kiwmiwšḥanatsi زادهٔ ۱ ژانویهٔ ۱۷۶۸ - درگذشته ۴ دسامبر ۱۸۴۳)،  فعال اهل ارمنستان بود.

## زندگی‌نامه
وی در ۱ ژانویه ۱۷۶۸ در گوموش‌خانه به دنیا آمد . وی در ۴ دسامبر ۱۸۴۳ در سن ۷۵ سالگی در استاریی کریم درگذشت.